# Paulli Harder

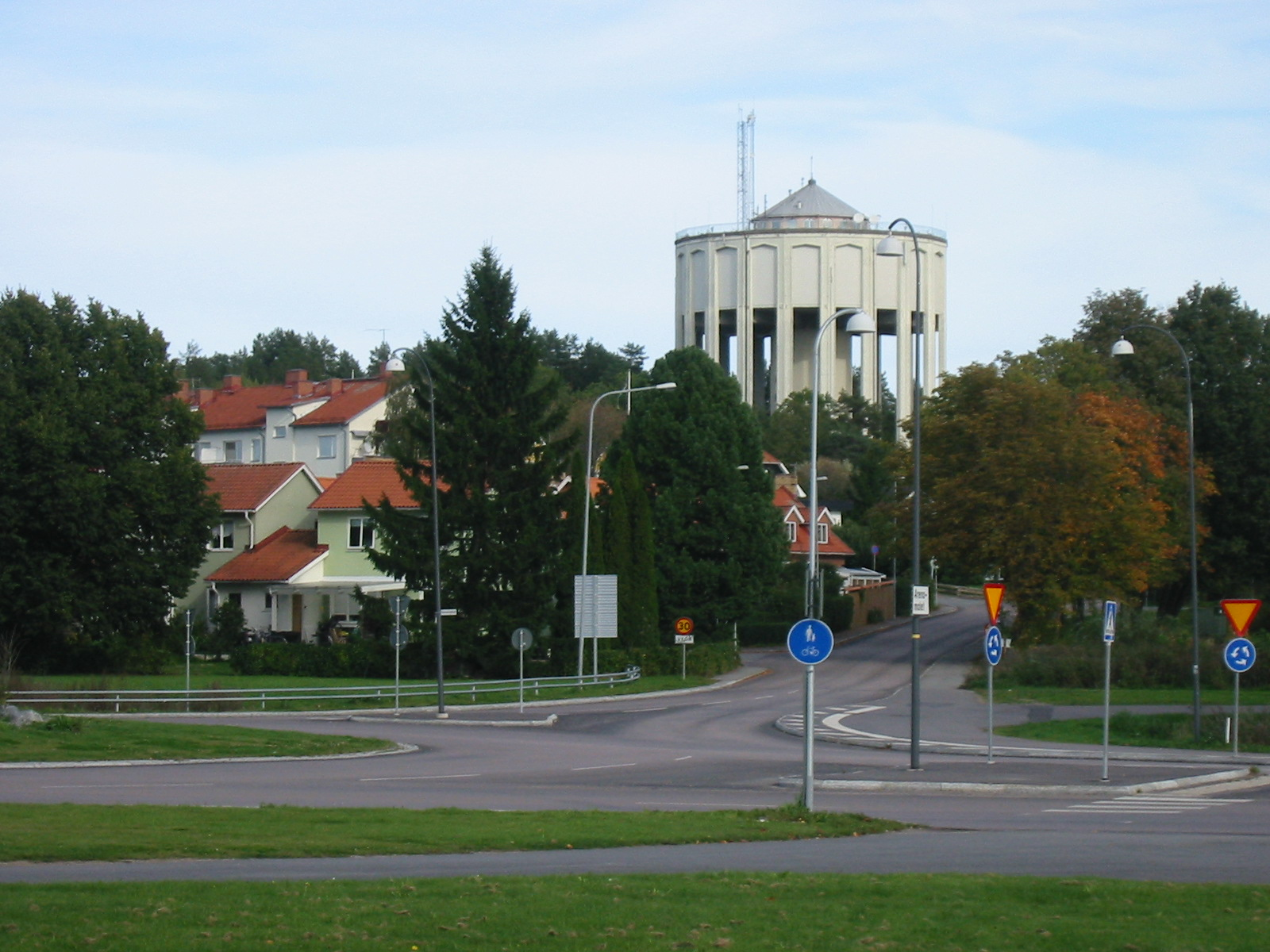
Vattentornet på Skallberget i Västerås

Paulli Harder, född 8 mars 1921 i Danmark, död 26 mars 1960 i Västerås, var en dansk-svensk arkitekt.
Paulli Harder utbildade sig på Det Kongelige Danske Kunstakademi i Köpenhamn med examen 1946. Han var därefter anställd hos arkitekten Per Bohlin i Västerås och hade senare eget arkitektkontor tillsammans med Helmut Horn. Han var stadsarkitekt i Norberg.

## Byggnader i urval
- Vattentornet på Skallberget i Västerås
- Malmabergsskolan i Västerås
- Lillängsskolan på Viksäng i Västerås
- Gamla skolan vid Åshammarvägen i Ramnäs
- Högstadieskolan på Kristiansborg i Västerås
- Kommunhuset i Norberg, 1957-58